# Sozusa
Sozusa is een geslacht van vlinders van de familie spinneruilen (Erebidae), uit de onderfamilie Arctiinae.

## Soorten
- S. despecta (Walker, 1862)
- S. heterocera Walker, 1865
- S. montana Kühne, 2010
- S. scutellata (Wallengren, 1860)
- S. triangulata Kühne, 2010